# Canala longipes
Canala longipes is een spinnensoort in de taxonomische indeling van de Desidae.
Het dier behoort tot het geslacht Canala. De wetenschappelijke naam van de soort werd voor het eerst geldig gepubliceerd in 1924 door Lucien Berland.